# スマイルゼミ
スマイルゼミとは、ジャストシステムが運営しているタブレット端末を用いた未就学児・小学生および中学生向けの通信教育サービスの名称であり、同社の登録商標でもある。略称は「スマゼミ」。2017年に「イード・アワード2017 通信教育」で小学生タブレット部門の最優秀賞を受賞した。

## 概要
スマイルゼミは、ジャストシステムが販売している小学生向け教育支援ソフトウェア「ジャストスマイル」のノウハウを通信教育に生かして、2012年12月17日にサービスを開始。学習専用のタブレット端末を用いた通信教育サービスの先駆けとなった。
通常の紙の教材ではなく、学習専用タブレット端末を採用することにより、画面内で動く解説、アニメーションを多用した問題、音読録音機能などの五感を使った教材で、従来の紙の学習より効率よく学習できることが主な特徴である。また、漢検や英検の模擬試験に挑戦できる「漢検チャレンジ」「英検チャレンジ」や、高難易度問題カリキュラム「特進コース」など、ハイレベルな学習に特化していることも一つの特徴である。
タブレットの特徴を活かして、小学生や中学生が学習に飽きないように、専用アプリケーションやインターネットブラウザー、さらに、一般的なAndroidタブレットと同様に使用できる"Androidモード"（中学生コースのみ）など、様々な機能が含まれている。また、保護者が子どもの学習の様子をいつでも確認できる「みまもりネット」機能も搭載しており、保護者から好評となっている。。
当初は小学生コースのみで、2013年12月20日からは中学生コースも開講した。なお、小学生コースのロゴマークは「スマイルゼミ（ただし、現行のタブレット本体には“SMiLE ZEMI”と記載）」で、中学生コースでは「SMiLE ZEMI」となっている。
2018年3月、小学生コースが文部科学省の新学習指導要領に対応した。英語がリニューアルされたほか、プログラミング授業が開講した。
2018年12月、さらに幼児用コース（ひらがなで「すまいるぜみ」）が開講し、展開している階級は2つから3つになった。

## タブレット端末
学習用に配布されるタブレットは、市販モデルではなく、ジャストシステムが用意した専用モデルが使用されている。

### 小学生コースのタブレット端末
- 初代：スマイルゼミ専用タブレット
  - Android 4.0.4を搭載した9.7インチタブレット。カラーは、表面は黒で、背面はシルバーとなっている。専用カバーはオレンジ1色のみ配布された。また、タッチペンが付属しないため、指を使って操作することが前提となっている。
- 2代目：スマイルタブレット2
  - Android 4.0.4を搭載した9.7インチタブレット。この代から"スマイルタブレット"の名称を使い始め、タッチペンが付属するようになる。カラーは、表面は黒で、背面は白となっている。専用カバーは先代のオレンジが廃止となり、当初は水色一色のカバーが配布されたが、後にブルー × ネイビーとピンク × ブラウンのカバーのいずれかが配布された。
- 2.5代目：スマイルタブレット2R
  - スマイルタブレット2のマイナーチェンジ扱い。外観が先代と異なり、前面カメラが画面上部中央に移動している。先代と同じく、カラーは表面は黒で、背面は白となっており、専用カバーはブルー × ネイビーとピンク × ブラウンのカバーのいずれかが配布された。
- 3代目：スマイルタブレット3
  - Android 5.1を搭載した10.1インチタブレット。この代から京セラが製造するモデルとなり、中学生向けモデルと同じモデルになる。また、電磁誘導方式デジタイザーに対応したため、タッチペンの書き心地が飛躍的に上昇している。カラーは、表面・背面共に黒になっており、専用カバーは水色とピンクのカバーのいずれかが配布されている（中学生コース用のカバーと互換性があるが、斜めに立てることはできなくなる）。
- 4代目：スマイルタブレット3R
  - Android 9.0を搭載した10.1インチタブレット。スマイルタブレット3と同じく京セラ製であり、中学生向けモデルと同じモデルになる。カラーは、表面・背面ともに黒になっており、専用カバーはグレー×ネイビーとピンク×ブラウンのいずれかが配布されている（中学生コース用のカバーと互換性があるが、細部で仕様が異なる）。

### 中学生コースのタブレット端末
- 初代：スマイルタブレットJH
  - Android 4.2.2を搭載した10.1インチタブレットで、富士通製。カラーは、表面・背面共に黒になっており、専用カバーはネイビーとブラウンのカバーのいずれかが配布された。また、電磁誘導方式デジタイザーに対応している。
- 2代目：スマイルタブレットJH2およびスマイルタブレット3
  - Android 5.1を搭載した10.1インチタブレット。この代から京セラ製となり、小学生向けモデルと同じモデルになる。カラーは、表面・背面共に黒になっており、専用カバーはネイビーとブラウンのカバーのいずれかが配布されている（小学生コース用のカバーと互換性があるが、細部で仕様が異なる）。
- 3代目：スマイルタブレット3R
  - Android 9.0を搭載した10.1インチタブレット。スマイルタブレット3と同じく京セラ製であり、小学生向けモデルと同じモデルになる。カラーは、表面・背面ともに黒になっており、専用カバーはグレー×ネイビーとピンク×ブラウンのいずれかが配布されている（小学生コース用のカバーと互換性があるが、細部で仕様が異なる）。

## テレビCM
- 続かない 男の子篇・続かない 女の子篇
  - 2013年1月から放映。
- 小学生コース アクロバットダブルダッチ篇・中学生コース フリースタイルサッカー篇
  - 2014年から放映。
- 全力キッズ テニス篇
  - 2016年1月30日から放映。スキマスイッチを起用し、同ユニットの曲"全力少年"がCMソングに使われる[5]。
- 「教えたがる男」国語篇・「教えたがる男」数学篇
  - 2017年1月から放映。藤木直人を起用。CMソングはWacciの書き下ろし新曲。
- 「紙よりいいかも。スマイルゼミ」国語篇・「紙よりいいかも。スマイルゼミ」算数篇
  - 2017年11月21日から放映。引き続き藤木直人を起用。CMソングはWacciの「スマイル」。当初は15秒版のみだったが、2018年2月21日より30秒版のCMも放映されている。
- 「紙よりいいかも。スマイルゼミ」続く篇・「紙よりいいかも。スマイルゼミ」英語篇
  - 2018年1月22日から放映。当初は15秒版のみだったが、2018年2月21日より30秒版のCMも放映されている。また2019年10月4日から日本テレビ（関東ローカル）で一社提供番組『ママへの伝言 Smile Cafe』が開始、ここでも30秒CMが放送されている。
- 「学年を超えた学び」篇・「みんなで学べる」篇・「櫻井翔さん体験（小学4年生）」篇・「櫻井翔さん体験（小学5年生）」篇・「櫻井翔さん体験（中学2年生）」篇
  - 2021年11月18日から放映。櫻井翔を起用[6]。

## 受賞歴
- 「日経優秀製品・サービス賞2013」 日本経済新聞電子版賞　最優秀賞[7]
- 「第10回 日本e-Learning大賞」 初等教育クラウド部門賞
- 「イード・アワード2015 子ども英語教材」 小学生部門 最優秀賞[8]
- 「イード・アワード2017 子ども英語教材」 小学生部門 優秀賞[9]
- 「イード・アワード2017 通信教育」 小学生タブレット部門 最優秀賞